# 金子惠治
金子 惠治（かねこ けいじ、1949年2月25日 - ）は、日本の経営者。セントラル硝子元代表取締役専務である。

## 経歴・人物
山口県出身。1967年、山口県立山口高等学校卒業。1971年3月に山口大学経済学部を卒業。同年4月、セントラル硝子に入社、2001年6月に同社経理部長、2004年6月に同社取締役兼常務執行役員に就任、2008年に同社代表取締役兼専務執行役員、2012年には同社特別顧問に就任した。